# Benita Hume
Benita Hume (* 14. Oktober 1906 in London, England; † 1. November 1967 in Egerton, England) war eine englische Schauspielerin.

## Leben
Hume kam 1923 zur Bühne und debütierte im Jahr darauf beim Film. Dort spielte sie vorwiegend elegante und attraktive Damen in Krimis und Romanzen. Mit Maurice Elveys Krimkrieg-Spionagemelodram Balaclava, von dem 1930 auch eine Tonfassung in den britischen Kinos lief, gelang ihr 1928 der Durchbruch. 1930 spielte sie die weibliche Hauptrolle der Leslie Fullerton in Ivor Novellos Drama Symphony in Two Flats, mit dem Benita Hume auch einigen Erfolg an Londoner und New Yorker Bühnen hatte. 1932 nahm sie ein Angebot in Hollywood an, konnte sich dort aber nicht wirklich durchsetzen. 1955 war sie in der Fernsehserie The Halls of Ivy zu sehen.
Bereits 1938 zog sie sich von der Schauspielerei zurück. Sie war von 1926 bis 1931 mit Eric Otto Siepman verheiratet. Mit dem Schauspieler Ronald Colman war sie von 1938 bis zu seinem Tod im Jahr 1958 verheiratet. Das Paar bekam 1944 eine Tochter, Juliet. Von 1959 bis zu ihrem Tod war sie mit dem Schauspieler George Sanders verheiratet. Benita Hume starb an Knochenkrebs.

## Filmografie (Auswahl)
- 1924: The Happy Ending
- 1927: Die treue Nymphe (The Constant Nymph)
- 1928: Balaclava
- 1929: Der Würger (The Wrecker)
- 1933: Ein Mann geht seinen Weg (Looking Forward)
- 1933: Eine Frau vergisst nicht (Only Yesterday)
- 1934: Das Privatleben des Don Juan (The Private Life of Don Juan)
- 1934: Jud Süß (Jew Süss)
- 1935: Liftboy Nr. 14 (The Gay Deception)
- 1935: Maddalena (The Divine Spark)
- 1935: Mord ohne Waffen (Moonlight Murder)
- 1936: Mordende Augen (The Garden Murder Case)
- 1936: Bigamie (Suzy)
- 1936: Tarzans Rache (Tarzan Escapes)
- 1937: Eine Dame der Gesellschaft (The Last of Mrs. Cheyney)
- 1938: Peck’s bad boy with the Circus